# Just Breathe (canción)
«Just Breathe» es una canción de la banda de rock estadounidense Pearl Jam. "Just Breathe" fue publicada el 31 de octubre de 2009 como el segundo sencillo de su noveno álbum de estudio, Backspacer (2009). El sencillo fue lanzado como un Disco de vinilo junto con la canción "Got Some". La canción fue inspirada por un acorde de "Tuolumne", un instrumental del soundtrack producido por Eddie Vedder de la película del 2007, Into the Wild. Alcanzó el puesto número cinco en las listas de "Billboard Rock" y el número seis en las listas de "Billboard Alternative", lo que la convierte como la canción mejor posicionada de la banda seguida del sencillo de 1998 "Wishlist".
El 22 de enero de 2014 "Just Breathe" fue certificada, por sus ventas, como canción de platinum por RIAA. Esta es la primera canción con certificación platinum de la banda.
La canción ha sido utilizada en diferentes programas de TV y películas como The Blacklist, Castle, One Tree Hill, Brothers & Sisters, Life as We Know It y Buck, el documental de Buck Brannaman, utilizó la canción durante los créditos finales de la película.

## Lista de canciones
Todas las letras fueron escritas por Eddie Vedder.
Sencillo en CD (UK), 7" Disco de vinilo, y Descarga digital (UK)
1. "Got Some" (música: Jeff Ament) – 3:01
2. "Just Breathe" (música: Vedder) – 3:34

Descarga digital (Australia)
1. "Got Some" – 3:03
2. "Just Breathe" – 3:36
3. "Just Breathe" (En vivo desde Austin City Limits) – 3:52

## Posicionamiento en listas
| Lista (2009/2010)                         | Mejor Posición |
| ----------------------------------------- | -------------- |
| Canadian Hot 100                          | 30             |
| U.S. Billboard Hot 100                    | 78             |
| U.S. Billboard Rock Songs                 | 5              |
| U.S. Billboard Alternative Songs          | 6              |
| U.S. Billboard Hot Mainstream Rock Tracks | 36             |
| U.S. Billboard Adult Pop Songs            | 20             |
| U.S. Billboard Adult Alternative Songs    | 1              |
| Dutch Top 40                              | 14             |
| Croatia (ARC Top 100)                     | 80             |
| Polish Singles Chart                      | 1              |
| Portugal Top 50 Singles                   | 9              |

### Posiciones obtenidas a fin de año
| Lista (2010)     | Posición |
| ---------------- | -------- |
| Canadian Hot 100 | 95       |

## Certificaciones
| País                                                                 | Certificación | Ventas     |
| -------------------------------------------------------------------- | ------------- | ---------- |
| Italia (FIMI)                                                        | Oro           | 15,000     |
| Estados Unidos                                                       | Platino       | 1,000,000* |
| * las cifras de ventas sobre la base de la certificación por sí sola |               |            |

## Versiones
Willie Nelson realizó su versión de la canción en el álbum Heroes del año 2012, como un sencillo promocional.
Pepe Aguilar en el 2020 realizó un vídeo lanzado desde la plataforma de Youtube ,en su canal, sección "desde la azotea". En tributo a la gente por el covid 19